# Котов, Владилен Иванович
Владилен Иванович Котов (1930—2008) — российский физик, доктор физико-математических наук, профессор, лауреат Государственной премии РФ (1992).

## Биография
С 1956 г. работал в ОИЯИ, принимал участие в запуске Синхрофазотрона.
С 1964 г. начальник Отдела пучков ИФВЭ.
Область научных интересов — физика пучков заряженных частиц и ускорительная техника.
Доктор физико-математических наук, профессор. Диссертации:
- Вопросы теории движения частиц в кольцевом фазотроне : диссертация ... кандидата физико-математических наук : 01.00.00. - Дубна, 1960. - 98 с.[1]
- Вопросы формирования и сепарации пучков заряженных частиц высоких энергий ИФВЭ 70/40 : диссертация … доктора физико-математических наук : 01.00.00. — Дубна, 1970. — 225 с.[2]

Лауреат Государственной премии Российской Федерации за 1996 год (в составе коллектива) — за создание новых методов управления пучками частиц высоких энергий на ускорителях с помощью изогнутых кристаллов и их реализацию.
Награждён орденом Октябрьской Революции (21.06.1991).
Умер 30 августа 2008 года.
Сочинения:
- Фокусировка и разделение по массам частиц высоких энергий [Текст] / В. И. Котов, В. В. Миллер. — Москва : Атомиздат, 1969. — 280 с. : ил.; 21 см.
- Основы магнитной оптики пучков заряженных частиц / В. П. Карташев, В. И. Котов. — М. : Энергоатомиздат, 1984. — 153 с. : ил.; 21.
- Методы формирования пучков частиц на ускорителях высоких энергий [Текст] / В. П. Карташев, В. И. Котов. — Москва : Энергоатомиздат, 1989. — 183, [2] с. : ил.; 21 см; ISBN 5-283-03952-8 : 2 р. 40 к.

Сын — Котов Иван Владиленович, кандидат физико-математических наук (1983).